# Vandtårnet på H.A. Clausens Vej
Vandtårnet på H.A. Clausens Vej eller Det gamle vandtårn var Gentoftes første vandtårn. Vandtårnet blev opført 1899 på Gentofte Præstegårds tidligere jorder og var tegnet af arkitekt Johan Schrøder i en historicistisk stil med maurisk inspiration. Tårnet kunne rumme 432 kubikmeter vand og havde et vandspejl 50 meter over havets overflade.

## Historie
Efter, at Niels Andersen i 1888 blev sognerådsformand, begyndte Gentofte Sogneråd at planlægge et eget anlæg til vandforsyning. Sommeren 1897 var usædvanlig varm og solrig, hvilket førte til tørlægning af Hellerup-områdets brønde, således at beboerne måtte hente vand langvejs fra.
1. juli 1900 åbnede vandværket Bregnegårdsværket ved Mantziusvej og samtidig hermed opførtes det første vandtårn på H.A. Clausens Vej nær det høje punkt ved Gentofte Kirke. Vandet blev ført til vandværket fra seks boringer til en samlebrønd. Fra denne førtes vandet til et af de tre sandfiltre og herfra til vandtårnet på H.A. Clausens Vej. Herfra blev Hellerup, Skovshoved, Ordrup og Gentofte byer forsynet med vand. I 1902 nåede vandforsyningen til Vangede og i 1903 til Jægersborg. 
Allerede i 1907 blev Vandtårnet på Ræveskovsvej opført som supplement. I 1957 stod Jægersborg Vandtårn færdigt, og vandtårnet på H.A. Clausens Vej blev revet ned.